# ريتشارد دويل (كاتب)
ريتشارد دويل (بالإنجليزية: Richard Doyle)‏ هو كاتب بريطاني، ولد في 1948 في Saint Saviour, Guernsey ‏ في غيرنزي، وتوفي في 22 يونيو 2017.

## وصلات خارجية
- ريتشارد دويل على موقع IMDb (الإنجليزية)
- ريتشارد دويل على موقع قاعدة بيانات الفيلم (الإنجليزية)